# D'scover
D'scover é o álbum de estreia em língua japonesa do cantor sul-coreano Daesung, mais conhecido por seu nome artístico D-Lite no Japão. Lançado em 27 de fevereiro de 2013 pela YGEX, o álbum consiste em regravações de canções japonesas e versões de canções lançadas previamente por Daesung. A fim de promover o álbum, foram lançados dois singles: "Singer's Ballad" e "Wings", além de Daesung ter realizado a D'scover Tour, sua primeira turnê solo.

## Antecedentes
Após o lançamento exitoso do extended play (EP) Alive (2012) de seu grupo Big Bang e de sua respectiva turnê mundial, que se estendeu até o início do ano de 2013, Daesung e o restante dos membros passaram a dedicar-se as suas atividades individuais. Em 5 de dezembro de 2012, a YG Entertainment lançou um comunicado de imprensa, onde revelou a intenção de lançar um álbum japonês de Daesung. Foram anunciados também, que este álbum seria composto por doze faixas, incluindo canções populares japonesas rearranjadas e a inclusão de suas canções originais em versões em língua japonesa, como "Baby Don't Cry" e "Wings", pertencentes respectivamente a Big Bang Special Edition (2011) e Alive (2012), ambos álbuns do Big Bang.
Em 30 de janeiro de 2013, a lista completa de canções e a imagem da capa de D'scover foram revelados, bem como detalhes acerca das diferentes versões do álbum.

## Promoção
Para a promoção de D'scover, prévias de suas canções foram lançadas por diversas estações de rádio japonesas. Em 5 de fevereiro de 2013, uma versão curta do vídeo musical de "Singer's Ballad" foi lançada oficialmente. Posteriormente, em 9 de fevereiro, a versão completa do vídeo musical foi transmitida através dos programas musicais japoneses.

### D'scover Tour
Uma turnê a fim de promover o álbum foi anunciada em dezembro de 2012, sendo primeiramente uma série de quatro concertos a serem realizados nas arenas  World Memorial Hall em Kobe e Nippon Budokan em Tóquio. Entretanto, em 28 de fevereiro de 2013, foi anunciado que, devido à alta demanda, Daesung realizaria 21 concertos adicionais em dezessete cidades, elevando o total de apresentações para 25 concertos em dezoito cidades. Dessa forma, a turnê teve seu início em 23 de março no World Memorial Hall e encerrou-se em 18 de junho na Yokohama Arena em Yokohama, obtendo um público total de mais de 120 mil pessoas.

## Lista de faixas
| D'scover – Edição padrão | |                                              |                                              |                                 |         |  |
| N.º                      | Título | Letras                                       | Música                                       | Artista original                | Duração |  |
| 1.                       | "Sunny Hill" (陽のあたる坂道; Hi no Ataru Sakamichi)                                                      | Do As Infinity                               | Do As Infinity                               | Do As Infinity                  | 4:39    |  |
| 2.                       | "Love" (アイ; Ai)                                                                                         | Hata Motohiro                                | Hata Motohiro                                | Hata Motohiro (秦基博)          | 5:50    |  |
| 3.                       | "Singer’s Ballad" (歌うたいのバラッド; Utautai no Ballad)                                                 | Saito Kazuyoshi                              | Saito Kazuyoshi                              | Saito Kazuyoshi (斉藤和義)      | 6:00    |  |
| 4.                       | "Powerful Boy" (全力少年; Zenryoku Shounen)                                                               | Ōhashi Takuya, Tokida Shintaro               | Ōhashi Takuya, Tokida Shintaro               | Sukima Switch (スキマスイッチ)  | 4:03    |  |
| 5.                       | "Hello"                                                                                                   | Ayaka                                        | Ayaka, Matsuura Akihisa                      | Ayaka (絢香)                    | 4:49    |  |
| 6.                       | "Joyful" (じょいふる; Joifuru)                                                                            | Mizuno Yoshiki                               | Mizuno Yoshiki                               | Ikimono-gakari (いきものがかり) | 3:46    |  |
| 7.                       | "Like Overflowing with Kindness" (やさしさで溢れるように; Yasashisa de Afureru You ni)                    | Ogura Shinko, Kameda Seiji                   | Ogura Shinko                                 | JUJU (ジュジュ)                 | 4:59    |  |
| 8.                       | "Missing You Now" (逢いたくていま; Aitakute Ima)                                                          | Misia                                        | Jun Sasaki                                   | Misia (ミーシャ)                | 6:01    |  |
| 9.                       | "The Flower Bud Of My Dream" (夢の蕾; Yume no Tsubomi)                                                    | Fujimaki Ryota                               | Fujimaki Ryota                               | Remioromen (レミオロメン)       | 5:26    |  |
| 10.                      | "Baby Don't Cry" (versão japonesa)                                                                        | Shoko Fujibayashi                            | e.knock                                      | Daesung "D-Lite"                | 4:36    |  |
| 11.                      | "Wings" (versão japonesa)                                                                                 | RJ Project                                   | G-Dragon, Choi Pil Kang                      | Daesung "D-Lite"                | 3:46    |  |
| 12.                      | "Tonight is Boogie Back" (今夜はブギ―・バック; Konya wa Boogie Back (com participação de Verbal do m-flo) | K.Ozawa, M.Koshima, S.Matsumoto, Y.Matsumoto | K.Ozawa, M.Koshima, S.Matsumoto, Y.Matsumoto | Kenji Ozawa (小沢健二)          | 4:28    |  |
| Duração total:           | Duração total:                                                                                            | Duração total:                               | Duração total:                               | Duração total:                  | 58:23   |  |

| Conteúdo bônus em DVD – Edição CD+DVD |                                                                           |         |  |
| N.º                                   | Título                                                                    | Duração |  |
| 1.                                    | "Singer’s Ballad" (歌うたいのバラッド; Utautai no Ballad) (Vídeo musical) |         |  |
| 2.                                    | "Wings" (Vídeo musical)                                                   |         |  |
| 3.                                    | "Making of de D'scover"                                                   |         |  |

## Desempenho nas paradas musicais
Após o seu lançamento, D'scover estreou no Japão em seu pico de número seis na Billboard Japan Top Albums Sales, na parada da Oricon, o álbum estreou em número dois na parada diária e semanal da Oricon Albums Chart, obtendo vendas de 35,205 mil cópias em sua primeira semana. Mais tarde, o álbum posicionou-se em número nove em sua respectiva parada mensal.  

### Posições
| Paradas (2013)                           | Melhor posição |
| ---------------------------------------- | -------------- |
| Japão (Billboard Japan Top Albums Sales) | 6              |
| Japão (Oricon Daily Albums Chart)        | 2              |
| Japão (Oricon Weekly Albums Chart)       | 2              |
| Japão (Oricon Monthly Albums Chart)      | 9              |

## Histórico de lançamento
| Região | Data                    | Formato                     | Gravadora | Edição             |
| ------ | ----------------------- | --------------------------- | --------- | ------------------ |
| Japão  | 27 de fevereiro de 2013 | CD CD+ DVD download digital | YGEX      | Padrão, playbutton |